# Карпов, Владимир Александрович (государственный деятель)
Владимир Александрович Карпов (27 октября 1948, Вельский район, Архангельская область — 19 мая 2015, Брянск) — российский государственный деятель, глава администрации Брянской области с 1993 по 1995 год.

## Биография
Родился 27 октября 1948 года в деревне Туровской Шенкурского района Архангельской области.
Окончил Ленинградский финансово-кредитный техникум и Московский финансово-экономический институт.
Работал инспектором Госстраха в поселке Красная Гора Брянской области, в планово-экономическом управлении Брянского облисполкома.
С 1992 по 1993 год — руководитель территориального комитета по управлению государственным имуществом Брянской области. 25 сентября после снятия губернатора области Лодкина с поста был назначен исполняющим обязанности губернатора, а 18 декабря — главой администрации Брянской области. 16 августа 1995 года был отстранён от должности указом Президента РФ.
В 2000—2008 годах работал в аппарате партии «Союз правых сил» в Москве.
Умер 19 мая 2015 года в Брянске на 67-м году жизни.